# Kościół w Śliwicach
Kościół w Śliwicach este o arie protejată (sit de importanță comunitară — SCI) din Polonia întinsă pe o suprafață de 0,11 ha, integral pe uscat.

## Localizare
Centrul sitului Kościół w Śliwicach este situat la coordonatele 53°42′24″N 18°10′18″E / 53.7068°N 18.1717°E.

## Înființare
Situl Kościół w Śliwicach a fost declarat sit de importanță comunitară în octombrie 2009 pentru a proteja 1 specie de animale.

## Biodiversitate
Situată în ecoregiunea continentală, aria protejată nu include niciun habitat protejat.
La baza desemnării sitului se află o specie protejată de  mamifere: liliac comun (Myotis myotis).